# 賈沃希采
Działoszyce 波蘭語：Działoszyce 是 波蘭 的 Pińczów 縣的一個城鎮，位於該國南部，距離首都 Kelce 60 公里，位於 nida 省聖十字，Pińczów市長負責管轄Działoszyce公社，面積1.98平方公里，海拔215米，2006年人口1068人。 1894年，該市爆發了霍亂流行病，導致128人死亡。
50°22′N 20°21′E / 50.367°N 20.350°E